# Рубеж (герб)
Рубеж (пол. Rubiesz) — польский дворянский герб.

## Описание
Состоит из трех полос или дорог, границ, постепенно укорачивающихся книзу, на верхней полосе находится стрела с двумя остриями, одно под другим расположенными, наподобие двух соединенных между собой стропил. Ср. Корчак.

## Герб используют
Ałampis, Andruszewski, Andryjański, Andryjewicz, Angrykiewicz, Gątkiewicz, Rubażewicz, Rubczewicz, Rubec, Rubiec, Rubiesz, Rubinowicz, Rubosz, Rucieński, Ruciński, Rugiewicz